# التقسيم الإداري في إيران
التقسيم الإداري الإيراني، هو تقسيم نتج عن الدستور الإيراني ويقوم التقسيم الإداري الحالي في الجمهورية الإسلامية الإيرانية على أساس نظام أربعة مستويات وهي حسب الترتيب محافظة ومقاطعة وناحية وقسم ريفي.

## التقسيمات إيران الإدارية
تتبع مستويات في التقسيم الإداري الإيراني الأسلوب التالي:
1. بلد (وزير الداخلي)
2. محافظة (المُحافِظ)[1]
3. مقاطعة[2]
4. ناحية (مدير الناحية أو مدير المركز)[3]
5. قسم ريفي (أمين القسم الريفي)

تتألف إيران من 31 محافظة، والمحافظات مقسمة بدورها لوحدات إداريّة أصغر هي مقاطعة والمقاطعة إلى أيضاً مقسمة لوحدات إدارية أصغر هي النواحي، والنواحي إلى أقسام ريفي وقسم ريفي متشکل من عدة قرى.
يسمون مركز الإيران ب «عاصمة» (بالفارسية: پایتخت)، ومركز كل محافظة ب «مقر المحافظة» (بالفارسية: مرکز استان)، ومقر كل مقاطعة ب «مقر المقاطعة» (بالفارسية: مركز شهرستان)، ومقر كل ناحية ب «مقر الناحية» (بالفارسية: مرکز بخش) ومقر كل أقسام ريفي ب «مقر القسم الريفي» (بالفارسية: مرکز دهستان). أما يسمون مكاتب الوحدات المذكورة حسب الترتيب ب «وزارة الداخلية»(بالفارسية: وزارت کشور)، و«المُحافَظيٌَة» (بالفارسية: استانداری)، و«قائِمْمَقامِيٌَة» (بالفارسية: فرمانداری)، و«مجلس البلدة» (بالفارسية: بخشداری)، و «مجلس القسم الريفي» (بالفارسية: دهداری).
| وحدة تقسيمات إيران الإدارية                   | الإسم قبل سنة 1937                                   | المسئول الأول في التقسيمات الحالية                                      | المسئول الأول في التقسيمات الماضية                      |
| --------------------------------------------- | ---------------------------------------------------- | ----------------------------------------------------------------------- | ------------------------------------------------------- |
| بلد (بالفارسية: کشور)                         | ممالك إيران المحروسة (بالفارسية: ممالک محروسه إيران) | وزير الداخلية (بالفارسية: وزیر كشور)                                    | الملك[ ؟ ] (بالفارسية: شاه)                             |
| محافظة (بالفارسية: استان)                     | إيالة (بالفارسية: ایالت)                             | المُحافِظ (بالفارسية: استاندار)                                           | حاكم الإیالة (بالفارسية: حاکم ایالتی)                   |
| مقاطعة[ ؟ ] (بالفارسية: شهرستان)              | ولایة (بالفارسية: ولایت)                             | قائممقام (بالفارسية: فرماندار) قائممقام خاص (بالفارسية: فراماندار ویژه) | حاكم[ ؟ ] (بالفارسية: حاکم) والي[ ؟ ] (بالفارسية: والی) |
| ناحية (بالفارسية: بخش)                        | بلوك[ ؟ ] (بالفارسية: بلوک)                          | مدير الناحية أو مدير المركز (بالفارسية: بخشدار)                         | نائب الحكومة (بالفارسية: نایب الحکومه)                  |
| قسم ريفي أو "منطقة ريفية" (بالفارسية: دهستان) | بلوك[ ؟ ]/رعية (بالفارسية: بلوک/قصبه)                | أمين المنطقة الريفية (بالفارسية: دهدار)                                 | (بالفارسية: سربلوك باشي)                                |
| مدينة (بالفارسية: شهر)                        | مدينة (بالفارسية: شهر)                               | أمين البلدية (بالفارسية: شهردار)                                        | رئیس البلدية (بالفارسية: رئیس بلدیه)                    |
| قرية (بالفارسية: روستا)                       | قرية (بالفارسية: قریه)                               | مساعد القرية (بالفارسية: دهیار)                                         | مختار القرية (بافارسية: كد خدا)                         |

## عدد وحدات الإدارية في تقسيمات إيران الإدارية
حسب أحدث التغييرات الهيكلية في تقسيمات إيران الإدارية بتاريخ مارس 2016؛ تتألف إيران من 31 محافظة، 429 مقاطعة، 1057 ناحية، 2589 قسم ريفي و 1245 مدينة، 97581 قریة و 21 مقاطعة خاصة:
تظهر هذه القائمة عدد المحافظات والمقاطات والمدن الإيرانية بتاريخ 2011:
| رقم | محافظة              | مقر         | مقاطعة | بلدة | قسم ريفي | مدية | مقاطعة خاصة (الدرجة الأولى)     |
| --- | ------------------- | ----------- | ------ | ---- | -------- | ---- | ------------------------------- |
| 1   | أذربيجان الشرقية    | تبريز       | 20     | 44   | 142      | 58   | مراغة - ميانه                   |
| 2   | أذربيجان الغربية    | أرومية      | 17     | 40   | 113      | 39   | بوكان - خوي - مهاباد - مياندوآب |
| 3   | أردبيل              | أردبيل      | 10     | 27   | 69       | 24   |                                 |
| 4   | أصفهان              | أصفهان      | 23     | 45   | 125      | 100  | كاشان - نجف آباد                |
| 5   | ألبرز               | كرج         | 4      | 10   | 22       | 16   |                                 |
| 6   | محافظة إيلام        | إيلام       | 8      | 20   | 40       | 21   |                                 |
| 7   | بوشهر               | بوشهر       | 9      | 23   | 44       | 32   |                                 |
| 8   | طهران               | طهران       | 14     | 29   | 64       | 41   |                                 |
| 9   | تشهارمحال وبختیاري  | شهركرد      | 7      | 19   | 41       | 27   |                                 |
| 10  | خراسان الجنوبية     | بیرجند      | 10     | 19   | 49       | 25   | طبس                             |
| 11  | خراسان رضوي         | مشهد        | 27     | 69   | 163      | 72   | تربت حيدريه - سبزوار - نيسابور  |
| 12  | خراسان شمالي        | بجنورد      | 7      | 17   | 42       | 18   |                                 |
| 13  | محافظة خوزستان      | الأهواز     | 24     | 55   | 130      | 62   | عبادان[بحاجة لمصدر] - دزفول     |
| 14  | زنجان               | زنجان       | 7      | 16   | 46       | 18   |                                 |
| 15  | سمنان               | مدينة سمنان | 8      | 13   | 29       | 17   | شاهرود                          |
| 16  | سيستان وبلوتشستان   | زاهدان      | 14     | 40   | 102      | 37   | إيران شهر - زابل                |
| 17  | فارس                | شيراز       | 29     | 83   | 204      | 93   | مقاطعة لارستان                  |
| 18  | قزوين               | قزوين       | 6      | 19   | 46       | 25   |                                 |
| 19  | قم                  | قم          | 1      | 5    | 9        | 6    |                                 |
| 20  | كردستان             | سنندج       | 10     | 27   | 84       | 25   | سقز                             |
| 21  | كرمان               | كرمان       | 23     | 54   | 147      | 64   | سيرجان                          |
| 22  | كرمانشاه            | كرمانشاه    | 14     | 30   | 85       | 29   |                                 |
| 23  | كهكیلویه وبویر أحمد | ياسوج       | 7      | 17   | 43       | 16   |                                 |
| 24  | غلستان              | جرجان       | 14     | 27   | 60       | 25   |                                 |
| 25  | غيلان               | رشت         | 16     | 43   | 109      | 51   |                                 |
| 26  | لرستان              | خرم آباد    | 10     | 27   | 84       | 25   | بروجرد                          |
| 27  | مازندران            | ساري        | 19     | 50   | 122      | 53   | بابل[ ؟ ] - آمل                 |
| 28  | مركزي               | آراك[ ؟ ]   | 12     | 21   | 63       | 31   | ساوة                            |
| 29  | هرمزغان             | بندر عباس   | 13     | 37   | 85       | 32   | میناب                           |
| 30  | همدان               | همدان       | 9      | 25   | 73       | 27   | ملاير                           |
| 31  | يزد                 | يزد         | 11     | 22   | 51       | 24   |                                 |

## منابع
1. 1 2  معجم فارسي-عربي. عنايت الله فاتحي نجاد. صفحة: 52
2. 1 2  معجم فارسي-عربي. عنايت الله فاتحي نجاد. صفحة: 574
3. 1 2  pocket dictionary Arabic persian. Hamid Tabibian p.647
4. ↑  معجم الذهبي: فارسي-عربي كاتب: محمد التونجي الطبعة الثانية
5. ↑   https://web.archive.org/web/20181001111113/https://www.amar.org.ir/Portals/0/Geo/GEO94-summary.pdf. مؤرشف من الأصل (PDF) في 2018-10-01. {{استشهاد ويب}}: الوسيط |title= غير موجود أو فارغ (مساعدة)
6. ↑  فرمانداری ویژه شهرستان مراغه نسخة محفوظة 9 يوليو 2017 على موقع واي باك مشين.
7. 1 2  MCCIP Portal نسخة محفوظة 8 ديسمبر 2017 على موقع واي باك مشين.
8. ↑  فرمانداری بوكان به فرمانداری ویژه ارتقاء یافت > فرمانداری بوکان > اخبار و رویدادها نسخة محفوظة 23 سبتمبر 2015 على موقع واي باك مشين.
9. ↑  فرمانداری ویژه شهرستان خوی > صفحه اصلی نسخة محفوظة 17 نوفمبر 2017 على موقع واي باك مشين.
10. ↑  معاونت استانداری و فرمانداری ویژه شهرستان مهاباد > صفحه اصلی نسخة محفوظة 8 يوليو 2017 على موقع واي باك مشين.
11. ↑  فرمانداری میاندوآب > صفحه اصلی نسخة محفوظة 27 أكتوبر 2017 على موقع واي باك مشين.
12. ↑  فرمانداري كاشان نسخة محفوظة 9 يونيو 2017 على موقع واي باك مشين.
13. ↑  معاونت استانداري و فرمانداري ويژه طبس نسخة محفوظة 16 يوليو 2017 على موقع واي باك مشين.
14. ↑  پرتال فرمانداری سبزوار نسخة محفوظة 27 فبراير 2018 على موقع واي باك مشين.
15. ↑  dezful.ostan-khz.ir
16. ↑  shahrood.ostan-sm.ir
17. ↑  فرمانداری و فرماندار ویژه :: فرمانداری سقز نسخة محفوظة 05 أبريل 2016 على موقع واي باك مشين.
18. ↑  فرمانداری ویژه شهرستان بروجرد نسخة محفوظة 4 فبراير 2018 على موقع واي باك مشين.
19. ↑  فرمانداری ویژه در شهرستانهای بابل و آمل دایر می‌شود استانداری مازندارن [وصلة مكسورة] نسخة محفوظة 9 أبريل 2016 على موقع واي باك مشين.
20. ↑  saveh.ostan-mr.ir
21. ↑  http://www.hormozgan.ir/index.php?option=com_content&view=article&id=7078:گزارش-تصويري-آئين-افتتاح-رسمي-فرمانداري-ويژه-ميناب&catid=115:گزارش-تصویری&Itemid=539 نسخة محفوظة 2020-04-23 على موقع واي باك مشين.
22. ↑  malayer-hm.ir

## وصلات خارجية
- اطلاعات استانها ودیگر زیرمجموعه‌های تقسیمات کشوری آن پورتال وزارت کشور
- قانون تعاریف وضوابط تقسیمات کشوری  مرجع مدیریت شهری
- بلوک دانشنامه اسلامی